# 大内淳義
大内 淳義（おおうち あつよし、1919年10月10日 - 1996年4月20日）は、元日本電気会長。

## 略歴
東京府出身。昭和17年に東京帝国大学工学部電気工学科卒業。昭和27年に日本電気入社。日本電気が30年代初めに半導体や集積回路生産を開始した時からこれに携わり、集積回路設計本部長、43年集積回路事業本部長などを経て、49年取締役、55年副社長、59年、副会長、63年6月会長に就任。平成2年相談役に退く。

## 賞罰
- 発明協会発明賞　昭和38年
- 機械振興協会賞　昭和41年
- 日本産業技術大賞　昭和49年
- 藍綬褒章　昭和59年
- 勲二等瑞宝章　平成元年
- 日本コントラクトブリッジ連盟シニアマスター
- ワールド・ブリッジ・フェデレーション（WBF）ワールドライフマスター